# Galaxie (Amnéville)

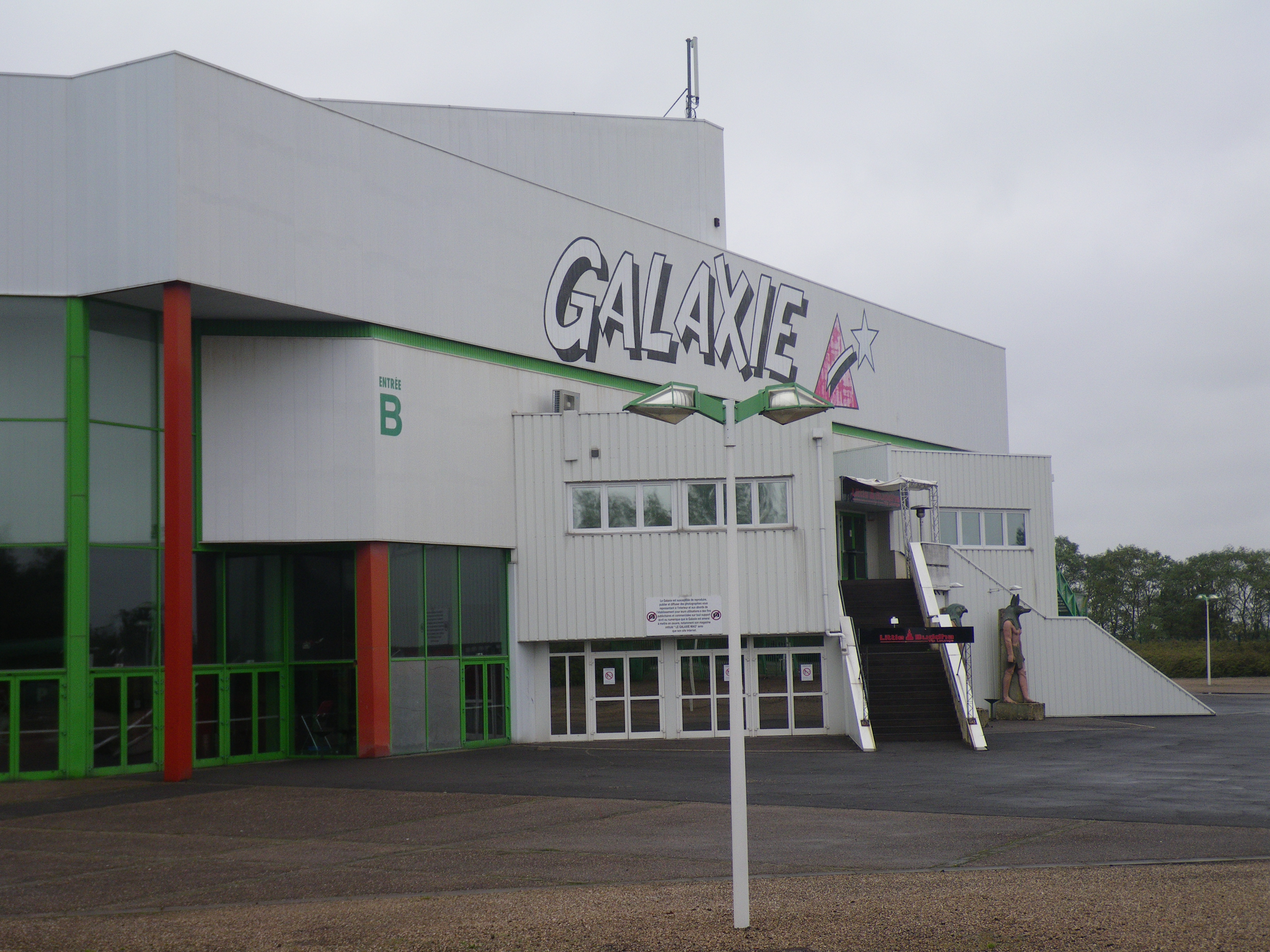
Galaxie in Amnéville

Die Galaxie ist ein Veranstaltungskomplex im französischen Amnéville, Département Moselle, ähnlich den begriffsgeschützten „Zéniths“. Der modular aufteilbare Komplex dient hauptsächlich für Musik- und Sportveranstaltungen, und kann in der Maximalkonfiguration 12.200 Sitzplätze bieten.

## Geschichte
1987 schlug der damalige stellvertretende Bürgermeister von Amnéville, Jean Kiffer, den Bau eines neuen Veranstaltungszentrums für die ehemalige Region Lothringen vor. Die Zuständigkeit für die Errichtung eines Zéniths lag damals beim Palais Omnisports de Paris-Bercy (POPB). In Verbindung mit der Planung des 1993 in Maxéville eröffneten „Zénith de Nancy“ wurden die Pläne für ein solches in Amnéville verworfen.
Unter dem Planungsbegriff „Salle Thermal“ sollte dafür in Amnéville ursprünglich ein Spielcasino und ein Open-air-Amphitheater mit 5.400 Sitzplätzen entstehen. 1989 änderte man die Planung und beschloss anstelle des Amphitheaters die Errichtung einer Veranstaltungshalle mit mindestens 8.000 Sitzplätzen vergleichbar dem Zénith-Konzept. Nach dem Entwurf von Jean-Luc Chancerel wurde der Bau am 9. März 1990 begonnen und am 14. Dezember des gleichen Jahres fertiggestellt. Für die Akustikplanung wurde der Akustiker Pr Albert Yaying Xu engagiert, für die Bühnenplanung Jean-Luc Félix. Die Bauausführung übernahm das Unternehmen Baudin Chateauneuf, das seinen Hauptsitz in Châteauneuf-sur-Loire hat. Die Konstruktionskosten
beliefen sich auf 590.000 Francs. Unter anderem verfügt das modulare Raumkonzept auch über ein Handballfeld. Die Abtrennung erfolgt durch Vorhangwände.
Die Einweihung der Galaxie erfolgte am 4. Januar 1991 mit einem Konzert der französischen Sängerin Patricia Kaas. Seitdem gaben zahlreiche international renommierte Musikinterpreten Konzerte in der Galaxie, darunter Tokio Hotel, Céline Dion, Joe Cocker, Muse, Iron Maiden, Toto, Genesis, Scorpions, Chris Rea, Deep Purple, Linkin Park und viele weitere. Die Halle war auch ein Austragungsort der Handball-Weltmeisterschaft der Männer 2001. 2012 wurde aus Platzgründen ein Teil der Konzerte des Sonisphere Festivals vom Snowhall Parc in die Galaxie verlegt.